# Liste der brandenburgischen Orden und Ehrenzeichen

Wappen des Landes Brandenburg

Das Land Brandenburg verleiht folgende Orden und Ehrenzeichen:
- Verdienstorden des Landes Brandenburg (auch Roter Adlerorden genannt) (2003)
- Feuerwehr-Ehrenzeichen (Brandenburg) (1994)
- Brandenburgische Rettungsmedaille (2003)
- Medaille für Treue Dienste in der Freiwilligen Feuerwehr
- Oderflut-Medaille des Landes Brandenburg (1997)
- Elbeflut-Medaille des Landes Brandenburg (2002)
- Hochwasser-Medaille des Landes Brandenburg (2013)
- Einsatzmedaille Waldbrände (2022)

Im Kurfürstentum Brandenburg existierten folgende Ritterorden:
- Johanniterorden (1382/1538)
- Schwanenorden (1440)
- de la Générosité (1667)
- Orden der guten Freundschaft, gemeinsamer Hoforden Friedrichs III. von Brandenburg und Johann Georgs IV. von Sachsen (1692)

Für die Liste nach 1701 siehe Liste der preußischen Orden und Ehrenzeichen.